# 合景·天峻
合景•天峻 （Top of World）是广州的一个私人屋苑，位于黄埔区九龙大道中新广州知识城南起步区，为广州地铁14号线旺村站上盖项目。 屋苑由合景泰富地产控股有限公司建设，分7期发展，占地超过19万平方米，于2014年3月28日动工，预计于2015年10月25日落成，为知识城的第一个住宅发展项目。 项目共建有2栋23层高和7栋32层高的大厦。。 

## 历史
2014年3月28日，项目正式动工。
2014年4月13日，首期正式开售。
2014年7月12日，第二期正式开售。

## 交通
居民可在广州地铁14号线旺村站乘搭地铁前往各区。